# Filettino
Filettino és una localitat italiana de la província de Frosinone, regió de Laci, amb 550 habitants.

## Campanya d'independència
Després que el Silvio Berlusconi va anunciar que tots els pobles amb menys de 1.000 habitants es veurien obligats a fusionar-se amb els pobles propers, l'agost de 2011 l'alcalde Luca Sellari va començar una campanya per al poble per convertir-se en un Estat independent. Filettino va començar a emetre la seva pròpia moneda, el Fiorito.